# SMERSH (James Bond)
SMERSH is een Sovjet-Russische contraspionagedienst in de James Bondboeken van Ian Fleming. 
SMERSH is een acroniem voor "SMERt' SHpionam" (СМЕРть Шпионам, Smert Sjpionam), oftewel Dood aan de Spionnen. Hoewel de werkelijke organisatie al in 1946 is opgeheven en tijdens de Tweede Wereldoorlog slechts drie jaar heeft bestaan, komt de organisatie voor in Ian Flemings eerste James Bondboek Casino Royale uit 1953, waarin SMERSH na de Tweede Wereldoorlog nog vele jaren wordt ingezet tegen de westerse wereld, tijdens de Koude Oorlog.
Het fictieve hoofd van SMERSH is generaal Grubozaboyschikov.

## Geschiedenis
In Casino Royale is de organisatie in vijf afdelingen opgesplitst:
- Afdeling I: Contraspionage onder Sovjetorganisaties in binnen- en buitenland
- Afdeling II: Operaties, inclusief executies
- Afdeling III: Administratie en financiën
- Afdeling IV: Onderzoek en personeel
- Afdeling V: Vervolging — de sectie die zich bezighoudt met het vervolgen en vonnissen van alle slachtoffers.

De Britse inlichtingendienst MI6 houdt zich in deze eerste roman bezig met een Frans verrader van SMERSH, bekend als Le Chiffre, die vele zaakjes beheerde, die te maken hebben met prostitutie. Hij deed dit stiekem met het geld van de Russische overheid, waar hij door gefinancierd werd, tot er een wet tegen prostitutie is gekomen en SMERSH Le Chiffre betrapte. SMERSH heeft toen een klein leger naar Frankrijk gestuurd om Le Chiffre te liquideren.
MI6-agent James Bond heeft ervoor gezorgd dat Le Chiffre zijn kapitaal niet kon redden met poker in Casino Royale, waarna Le Chiffre door een SMERSH-agent in het hoofd geschoten werd. MI6 hoopte hierbij dat het legertje direct weer zou vertrekken, maar SMERSH had het ook gemunt op verrader Vesper Lynd, die Bonds geliefde was. Vesper heeft hierbij zelfmoord gepleegd.
Ook in de boeken en films komt SMERSH voor.
Boeken
- Casino Royale — Ian Fleming
- Live and Let Die — Ian Fleming
- From Russia, with Love — Ian Fleming
- Goldfinger — Ian Fleming
- James Bond, The Spy Who Loved Me (filmschript) — Christopher Wood
- Icebreaker — John Gardner
- No Deals, Mr. Bond — John Gardner
- Devil May Care — Sebastian Faulks

Films
- ''From Russia with Love''
- ''Casino Royale'' (1967) - officieus
- ''The Living Daylights''